# Anthocleista madagascariensis
Anthocleista madagascariensis är en gentianaväxtart som beskrevs av John Gilbert Baker. Anthocleista madagascariensis ingår i släktet Anthocleista och familjen gentianaväxter. Inga underarter finns listade i Catalogue of Life.